# Santos Dumont
Santos Dumont – miasto i gmina w Brazylii, w stanie Minas Gerais. Znajduje się w mezoregionie Zona da Mata i mikroregionie Juiz de Fora.
Pierwotnie (w XIX w.) nosiło nazwę "Palmyra". Nazwa miasta została zmieniona w celu uhonorowania urodzonego w nim pioniera lotnictwa Alberto Santos Dumonta.